# Litoria multicolor
A Litoria multicolor a kétéltűek (Amphibia) osztályának békák (Anura) rendjébe és a Pelodryadidae családba tartozó incertae sedis státuszú faj.

## Előfordulása
A faj Indonézia Papua tartományának endemikus faja. Természetes élőhelye a szubtrópusi vagy trópusi nedves síkvidéki erdők, szubtrópusi vagy trópusi nedves hegyvidéki erdők, mocsarak.